# Oecobius paolomaculatus
Oecobius paolomaculatus är en spindelart som beskrevs av Jörg Wunderlich 1995. Oecobius paolomaculatus ingår i släktet Oecobius och familjen Oecobiidae.
Artens utbredningsområde är Algeriet. Inga underarter finns listade i Catalogue of Life.